# Iuliu Baratky
Iuliu Baratky, noto anche come Gyula Barátky (Nagyvárad, 14 maggio 1910 – Bucarest, 14 aprile 1962), è stato un calciatore e allenatore di calcio rumeno, di ruolo attaccante.

## Statistiche

### Cronologia presenze e reti in Nazionale
| Cronologia completa delle presenze e delle reti in nazionale ― Ungheria | Cronologia completa delle presenze e delle reti in nazionale ― Ungheria | Cronologia completa delle presenze e delle reti in nazionale ― Ungheria | Cronologia completa delle presenze e delle reti in nazionale ― Ungheria | Cronologia completa delle presenze e delle reti in nazionale ― Ungheria | Cronologia completa delle presenze e delle reti in nazionale ― Ungheria | Cronologia completa delle presenze e delle reti in nazionale ― Ungheria | Cronologia completa delle presenze e delle reti in nazionale ― Ungheria |
| Data                                                                    | Città                                                                   | In casa                                                                 | Risultato                                                               | Ospiti                                                                  | Competizione                                                            | Reti                                                                    | Note                                                                    |
| ----------------------------------------------------------------------- | ----------------------------------------------------------------------- | ----------------------------------------------------------------------- | ----------------------------------------------------------------------- | ----------------------------------------------------------------------- | ----------------------------------------------------------------------- | ----------------------------------------------------------------------- | ----------------------------------------------------------------------- |
| 28-9-1930                                                               | Dresda                                                                  | Germania                                                                | 5 – 3                                                                   | Ungheria                                                                | Amichevole                                                              | -                                                                       |                                                                         |
| 26-10-1930                                                              | Budapest                                                                | Ungheria                                                                | 1 – 1                                                                   | Cecoslovacchia                                                          | Amichevole                                                              | -                                                                       |                                                                         |
| 3-5-1931                                                                | Vienna                                                                  | Austria                                                                 | 0 – 0                                                                   | Ungheria                                                                | Coppa Internazionale 1931-1932                                          | -                                                                       |                                                                         |
| 27-11-1932                                                              | Milano                                                                  | Italia                                                                  | 4 – 2                                                                   | Ungheria                                                                | Amichevole                                                              | -                                                                       |                                                                         |
| 29-1-1933                                                               | Lisbona                                                                 | Portogallo                                                              | 1 – 0                                                                   | Ungheria                                                                | Amichevole                                                              | -                                                                       | 35’                                                                     |
| 5-3-1933                                                                | Amsterdam                                                               | Paesi Bassi                                                             | 1 – 2                                                                   | Ungheria                                                                | Amichevole                                                              | -                                                                       |                                                                         |
| 19-3-1933                                                               | Budapest                                                                | Ungheria                                                                | 2 – 0                                                                   | Cecoslovacchia                                                          | Amichevole                                                              | -                                                                       |                                                                         |
| 2-7-1933                                                                | Solna                                                                   | Svezia                                                                  | 5 – 2                                                                   | Ungheria                                                                | Amichevole                                                              | -                                                                       | 39’                                                                     |
| Totale                                                                  |                                                                         | Presenze                                                                | 9                                                                       |                                                                         | Reti                                                                    | 0                                                                       |                                                                         |

| Cronologia completa delle presenze e delle reti in nazionale ― Romania | Cronologia completa delle presenze e delle reti in nazionale ― Romania | Cronologia completa delle presenze e delle reti in nazionale ― Romania | Cronologia completa delle presenze e delle reti in nazionale ― Romania | Cronologia completa delle presenze e delle reti in nazionale ― Romania | Cronologia completa delle presenze e delle reti in nazionale ― Romania | Cronologia completa delle presenze e delle reti in nazionale ― Romania | Cronologia completa delle presenze e delle reti in nazionale ― Romania |
| Data                                                                   | Città                                                                  | In casa                                                                | Risultato                                                              | Ospiti                                                                 | Competizione                                                           | Reti                                                                   | Note                                                                   |
| ---------------------------------------------------------------------- | ---------------------------------------------------------------------- | ---------------------------------------------------------------------- | ---------------------------------------------------------------------- | ---------------------------------------------------------------------- | ---------------------------------------------------------------------- | ---------------------------------------------------------------------- | ---------------------------------------------------------------------- |
| 29-10-1933                                                             | Berna                                                                  | Svizzera                                                               | 2 – 2                                                                  | Romania                                                                | Qual. Mondiali 1934                                                    | -                                                                      |                                                                        |
| 25-8-1935                                                              | Erfurt                                                                 | Germania                                                               | 4 – 2                                                                  | Romania                                                                | Amichevole                                                             | -                                                                      |                                                                        |
| 1-9-1935                                                               | Stoccolma                                                              | Svezia                                                                 | 7 – 1                                                                  | Romania                                                                | Amichevole                                                             | -                                                                      |                                                                        |
| 3-11-1935                                                              | Bucarest                                                               | Romania                                                                | 4 – 1                                                                  | Polonia                                                                | Amichevole                                                             | -                                                                      | 46’ 71’                                                                |
| 10-6-1937                                                              | Bucarest                                                               | Romania                                                                | 2 – 1                                                                  | Belgio                                                                 | Amichevole                                                             | 2                                                                      |                                                                        |
| 27-6-1937                                                              | Bucarest                                                               | Romania                                                                | 2 – 2                                                                  | Svezia                                                                 | Amichevole                                                             | 2                                                                      |                                                                        |
| 4-7-1937                                                               | Łódź                                                                   | Polonia                                                                | 2 – 4                                                                  | Romania                                                                | Amichevole                                                             | 2                                                                      |                                                                        |
| 12-7-1937                                                              | Riga                                                                   | Lettonia                                                               | 0 – 0                                                                  | Romania                                                                | Amichevole                                                             | -                                                                      |                                                                        |
| 14-7-1937                                                              | Tallinn                                                                | Estonia                                                                | 2 – 1                                                                  | Romania                                                                | Amichevole                                                             | -                                                                      |                                                                        |
| 6-9-1937                                                               | Belgrado                                                               | Jugoslavia                                                             | 2 – 1                                                                  | Romania                                                                | Amichevole                                                             | 1                                                                      |                                                                        |
| 5-6-1938                                                               | Tolosa                                                                 | Cuba                                                                   | 3 – 3                                                                  | Romania                                                                | Mondiali 1938 - Ottavi                                                 | 1                                                                      |                                                                        |
| 9-6-1938                                                               | Tolosa                                                                 | Cuba                                                                   | 2 – 1                                                                  | Romania                                                                | Mondiali 1938 - Ottavi                                                 | -                                                                      |                                                                        |
| 6-9-1938                                                               | Belgrado                                                               | Jugoslavia                                                             | 2 – 1                                                                  | Romania                                                                | Amichevole                                                             | -                                                                      |                                                                        |
| 25-9-1938                                                              | Bucarest                                                               | Romania                                                                | 1 – 4                                                                  | Germania                                                               | Amichevole                                                             | -                                                                      |                                                                        |
| 4-12-1938                                                              | Praga                                                                  | Cecoslovacchia                                                         | 6 – 2                                                                  | Romania                                                                | Amichevole                                                             | 1                                                                      |                                                                        |
| 11-6-1939                                                              | Bucarest                                                               | Romania                                                                | 0 – 1                                                                  | Italia                                                                 | Amichevole                                                             | -                                                                      |                                                                        |
| 31-3-1940                                                              | Bucarest                                                               | Romania                                                                | 3 – 3                                                                  | Jugoslavia                                                             | Amichevole                                                             | 1                                                                      |                                                                        |
| 14-4-1940                                                              | Roma                                                                   | Italia                                                                 | 2 – 1                                                                  | Romania                                                                | Amichevole                                                             | 1                                                                      |                                                                        |
| 19-5-1940                                                              | Budapest                                                               | Ungheria                                                               | 2 – 0                                                                  | Romania                                                                | Amichevole                                                             | -                                                                      |                                                                        |
| 14-7-1940                                                              | Francoforte                                                            | Germania                                                               | 9 – 3                                                                  | Romania                                                                | Amichevole                                                             | 2                                                                      | Cap.                                                                   |
| Totale                                                                 |                                                                        | Presenze                                                               | 20                                                                     |                                                                        | Reti                                                                   | 13                                                                     |                                                                        |

## Palmarès

### Giocatore

#### Competizioni nazionali
- Campionato ungherese: 1

MTK Budapest: 1928-1929
- Coppa d'Ungheria: 1

MTK Budapest: 1931-1932
- Coppa di Romania: 4

Rapid Bucarest: 1936-1937, 1938-1939, 1939-1940, 1940-1941

### Allenatore

#### Competizioni nazionali
- Coppa di Romania: 2

Rapid Bucarest: 1941-1942
Dinamo Bucarest: 1958-1959